# Новая (Судогодский район)
Новая — деревня в Судогодском районе Владимирской области России, входит в состав Андреевского сельского поселения.

## География
Деревня расположена в 8 км на юг от центра поселения посёлка Андреево и 23 км на юго-восток от райцентра Судогды на автодороге 17Р-1 Владимир – Муром – Арзамас. 

## История
Впервые деревня упоминается в окладных книгах Рязанской епархии за 1676 год в составе Мошенского прихода, в ней тогда было 46 дворов крестьянских.
В конце XIX — начале XX века деревня входила в состав Мошенской волости Судогодского уезда, с 1926 года — в составе Владимирского уезда. В 1859 году в деревне числилось 36 дворов, в 1905 году — 48 дворов, в 1926 году — 57 дворов.
С 1929 года деревня являлась центром Новодеревенского сельсовета Судогодского района, с 1940 года — в составе Ликинского сельсовета, с 2005 года — в составе Андреевского сельского поселения.

## Население
| 1859 | 1905 | 1926 | 2002 |
| ---- | ---- | ---- | ---- |
| 289  | 256  | 255  | 324  |

| 1859 | 1905 | 1926 | 2002 | 2010 | 2021 |
| ---- | ---- | ---- | ---- | ---- | ---- |
| 289  | ↘256 | ↘255 | ↗324 | ↘249 | ↘248 |